# Маурисио Руа
Маурисио „Шогун“ Руа (с родно име Маурисио Милани Руа), роден на 25 ноември 1981 г. е бразилски професионален ММА боец и бивш модел. Той се състезава в полутежка категория за Ultimate Fighting Championship (UFC). Той е бивш шампион на UFC в полутежка категория. Професионален състезател от 2002 г., Руа е и шампионът на Гран при на Прайд в средна категория за 2005 г.

## ММА рекорд
| Професионален MMA рекорд |           |          |
| 21 мача                  | 21 победи | 4 загуби |
| Нокаут                   | 21        | 6        |
| Събмишън                 | 1         | 3        |
| Съдийско решение         | 5         | 3        |
| Равенство                | 1         | 1        |